# Panzergrenadier-Division Großdeutschland
La Panzergrenadier-Division "Großdeutschland" (che in tedesco significa "Divisione granatieri corazzati Grande Germania") fu un'unità d'élite dell'esercito tedesco, creata dalla riorganizzazione della Infanterie-Division (mot.) "Großdeutschland": caratterizzata da equipaggiamento ed addestramento particolarmente curati, venne impiegata in diversi fronti durante la seconda guerra mondiale.

## Le origini
Le origini della Großdeutschland risalgono al 1919, quando, in seguito alla fine della monarchia e di quanto deciso dal Trattato di Versailles, venne sciolto il Corpo della Guardia prussiano e la nuova Repubblica di Weimar si ritrovò così priva di un corpo militare di rappresentanza e per le cerimonie. A tale scopo venne costituito nel 1921 un reggimento della Guardia composto da sette compagnie di fanteria e una compagnia di mitraglieri. A tali reparti venne successivamente aggregata anche una batteria di artiglieria a cavallo.

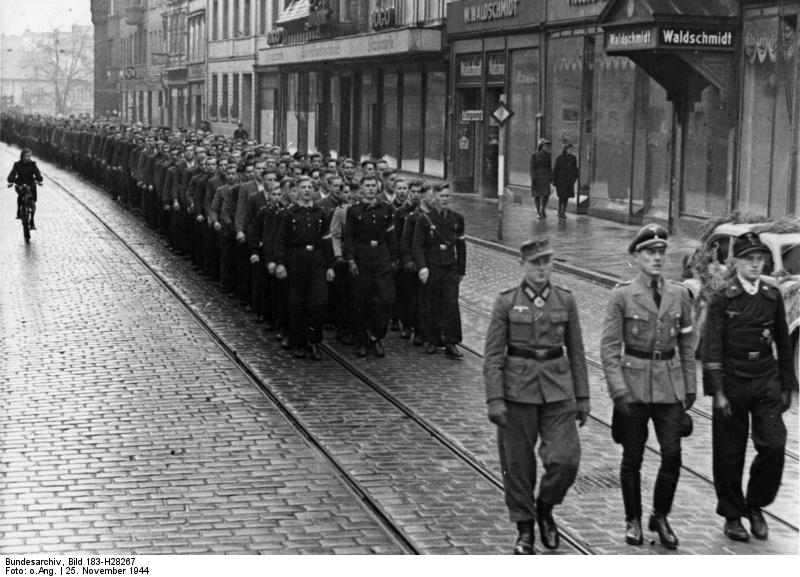
in marcia per l'arruolamento (novembre 1944)

Creato ufficialmente il 24 giugno 1921 il reggimento venne rinominato Kommando der Wachtruppe (truppe della Guardia), e gli uomini delle sette compagnie che lo componevano furono scelti tra i migliori soldati delle sette divisioni di cui era allora composta la Reichswehr.
Con l'avvento al potere di Hitler, il reggimento venne rinominato, nel 1934, con il nome della capitale (Wachtruppe Berlin); infine il 23 giugno 1937 in Wachregiment (Reggimento della Guardia).
Due anni dopo, il 12 giugno 1939 il generale von Brauchitsch, Comandante in Capo dell'esercito, diede ordine di costituire l'Infanterie Regiment Großdeutschland ("Reggimento di fanteria Grande Germania"), formato da quattro battaglioni.
Nel settembre dello stesso anno la Germania attaccò la Polonia, ma il reggimento Großdeutschland, ancora in via di organizzazione non prese parte alla lotta, rimanendo a Grafenwöhr, per completare un durissimo e curato addestramento, dato che si era deciso che l'unità sarebbe dovuta diventare un'unità scelta.

## Francia e Paesi Bassi
Impegnato nella Campagna di Francia nel 1940, il reggimento, inquadrato nel XIX. Armeekorps del generale Heinz Guderian, venne aggregato a diverse divisioni dimostrando le elevatissime capacità militari dei propri uomini. Dopo aver preso parte all'attacco iniziale su Sedan, il reggimento venne impegnato nei combattimenti sulla linea Weygand. Al termine della Campagna di Francia, il Großdeutschland venne inviato in Alsazia e in Borgogna per essere riorganizzato e potenziato: il reggimento era stato infatti scelto per partecipare all'Operazione Seelöwe (la progettata invasione dell'Inghilterra) e successivamente all'Operazione Felix (l'attacco a Gibilterra), entrambe mai realizzate.

## Jugoslavia e Russia
Nell'aprile del 1941 il reggimento ritornò in azione, prendendo parte alla vittoriosa Campagna dei Balcani, al termine della quale venne trasferito in Polonia in preparazione dell'Operazione Barbarossa. Inquadrato nella 2. Panzerarmee, il Großdeutschland aggirò Brest-Litovsk, proseguendo poi su Minsk e Smolensk, prendendo parte alle maggiori battaglie, terminando le prime fasi dell'attacco presso Tula, a sud di Mosca. Nel dicembre del 1941, come tutte le altre unità della Wehrmacht, il reggimento fu costretto a ritirarsi, subendo pesanti perdite, e concludendo le operazioni in Russia con oltre 4.000 uomini tra morti, feriti e dispersi.
Le ottime prestazioni condotte dagli uomini della Großdeutschland ne determinarono l'espansione a divisione (17 aprile 1942), mantenendo comunque elevati criteri di selezione fisica e morale: i soldati della Großdeutschland dovevano essere alti almeno 1,70 m, non presentare alcun difetto visivo o menomazione fisica e non avere precedenti penali.

## Kharkov – Kursk

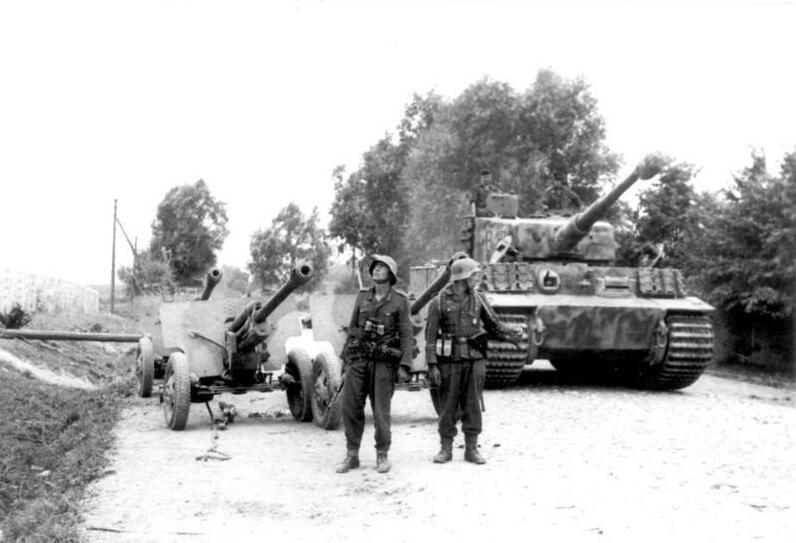
La divisione Großdeutschland fu tra le unità della Wehrmacht che furono dotate di carri pesanti Tiger

Dopo un'ulteriore fase di addestramento per colmare i vuoti dell'inverno precedente, nell'estate del 1942 la divisione prese parte all'Operazione Blu, attraversando il Don e occupando Voronež, accrescendo nel contempo la propria fama di combattività, e continuando altresì a subire pesanti perdite (quasi 12.000 uomini nell'intero 1942). Nell'agosto 1942 la divisione ritornava nel settore centrale del fronte orientale. Dopo l'Operazione Urano, la Großdeutschland venne dapprima impegnata a Rzhev (contribuendo al fallimento della Operazione Marte) e quindi venne precipitosamente trasferita a sud per partecipare alla controffensiva tedesca del febbraio-marzo 1943.
Nuovamente riorganizzata ed equipaggiata con nuove artiglierie - con più semicingolati di trasporto truppe, un battaglione panzer dotato di 42 Panzer IV ed una compagnia (la 13.) di 9 carri pesanti Panzer VI Tiger I - la divisione, insieme alle divisioni SS "Leibstandarte SS Adolf Hitler", "Das Reich" e "Totenkopf", contribuì all'offensiva che portò alla riconquista di Belgorod e di Kharkov.
Per l'Operazione Zitadelle la Großdeutschland aveva in organico un intero reggimento corazzato con due battaglioni di carri Panzer IV e Panzer V Panther oltre ad una compagnia con 14 carri Tiger I.
Sin dal primo giorno dell'offensiva la divisione guidò l'attacco tedesco nel settore sud del saliente, distinguendosi in particolare nell'occupazione della cittadina di Čerkasskoe. Tuttavia la resistenza sovietica vanificò tutti i tentativi tedeschi di raggiungere Kursk decretando in tal modo il termine dell'operazione e, di fatto, la perdita tedesca dell'iniziativa strategica, che da allora fu in mano sovietica.

## Verso la sconfitta

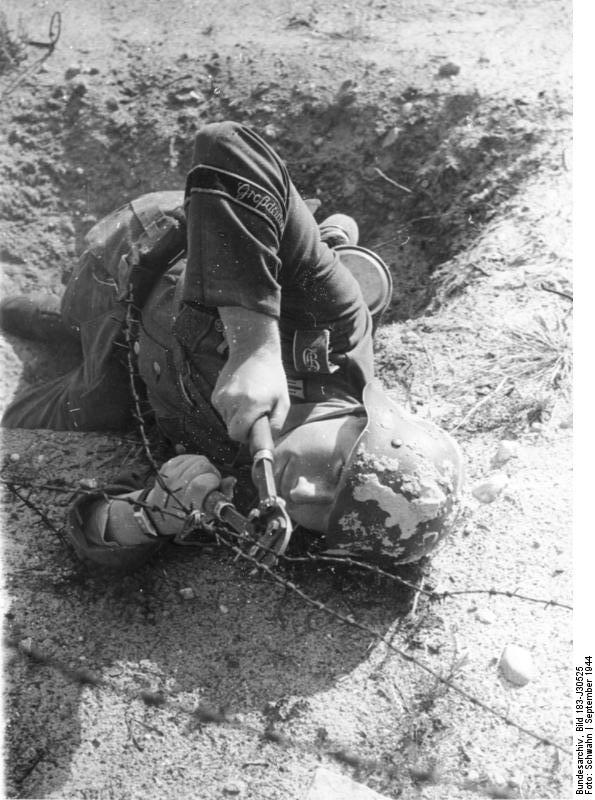
in azione contro un reticolato (settembre 1944)

Nel 1944, la Großdeutschland si trovò impegnata in continui combattimenti difensivi sul Fronte Orientale: durante l'estate l'Armata Rossa, con l'Operazione Bagration, sferrò un attacco contro il Gruppo d'armate Centro, distruggendolo e travolgendo decine di divisioni. Entro la fine dell'anno i sovietici raggiunsero il Baltico, tagliando in due il fronte tedesco e isolando il Gruppo d'armate Nord, e occupando alcune parti del territorio tedesco; in questo contesto la divisione Großdeutschland si ritrovò costantemente in prima linea nei resti del fronte centrale combattendo ininterrottamente fino alla fine dell'anno, concedendo alle varie unità divisionali a turno solo alcune settimane di sosta per cercare di riorganizzarsi.
Nel novembre del 1944 con i resti della divisione Grossdeutschland, venne costituito il Panzerkorps Großdeutschland che comprendeva anche la divisione Brandeburgo, la Führer Grenadier Brigade e la Führer Begleit Brigade (un'unità di scorta a Hitler dopo il fallito attentato del 20 luglio 1944). 
Nel gennaio del 1945 queste due ultime unità vennero trasformate in divisioni e al Panzerkorps si aggiunse la Panzerdivision "Kurmark".
Dopo aver preso parte ai combattimenti a Gumbinnen, nella Prussia Orientale, il Panzerkorps partecipò all'Offensiva delle Ardenne, e raggiunta Spremberg fu qui infine distrutto il 21 aprile 1945.
I resti dell'originaria divisione Großdeutschland rimasero isolati nell'aprile del 1945 sulla costa del Mar Baltico e vennero evacuati nello Schleswig-Holstein, dove si arresero il 13 maggio 1945 ai britannici. Tuttavia, in virtù di accordi interni agli Alleati, i prigionieri della Großdeutschland vennero consegnati ai sovietici.

## Comandanti
- Oberstleutnant Wilhelm-Hunert von Stockhausen (12 giugno 1939 - 10 agosto 1941)
- Oberst Walther Hoernlein (10 agosto 1941 - 1º aprile 1942)
- General der Infanterie Walter Hörnlein (1º aprile 1942 - 4 marzo 1943)
- General der Panzertruppen Hermann Balck (4 marzo 1943 - 30 giugno 1943)
- General der Infanterie Walter Hörnlein (30 giugno 1943 - 1º febbraio 1944)
- General der Panzertruppen Hasso von Manteuffel (1º febbraio 1944 - 1º settembre 1944)
- Generalmajor Karl Lorenz (1º settembre 1944 - 1º febbraio 1945)
- Generalmajor Hellmuth Mäder (1º febbraio 1945 - 8 maggio 1945)